# Mietje Rutgers-Hoitsema

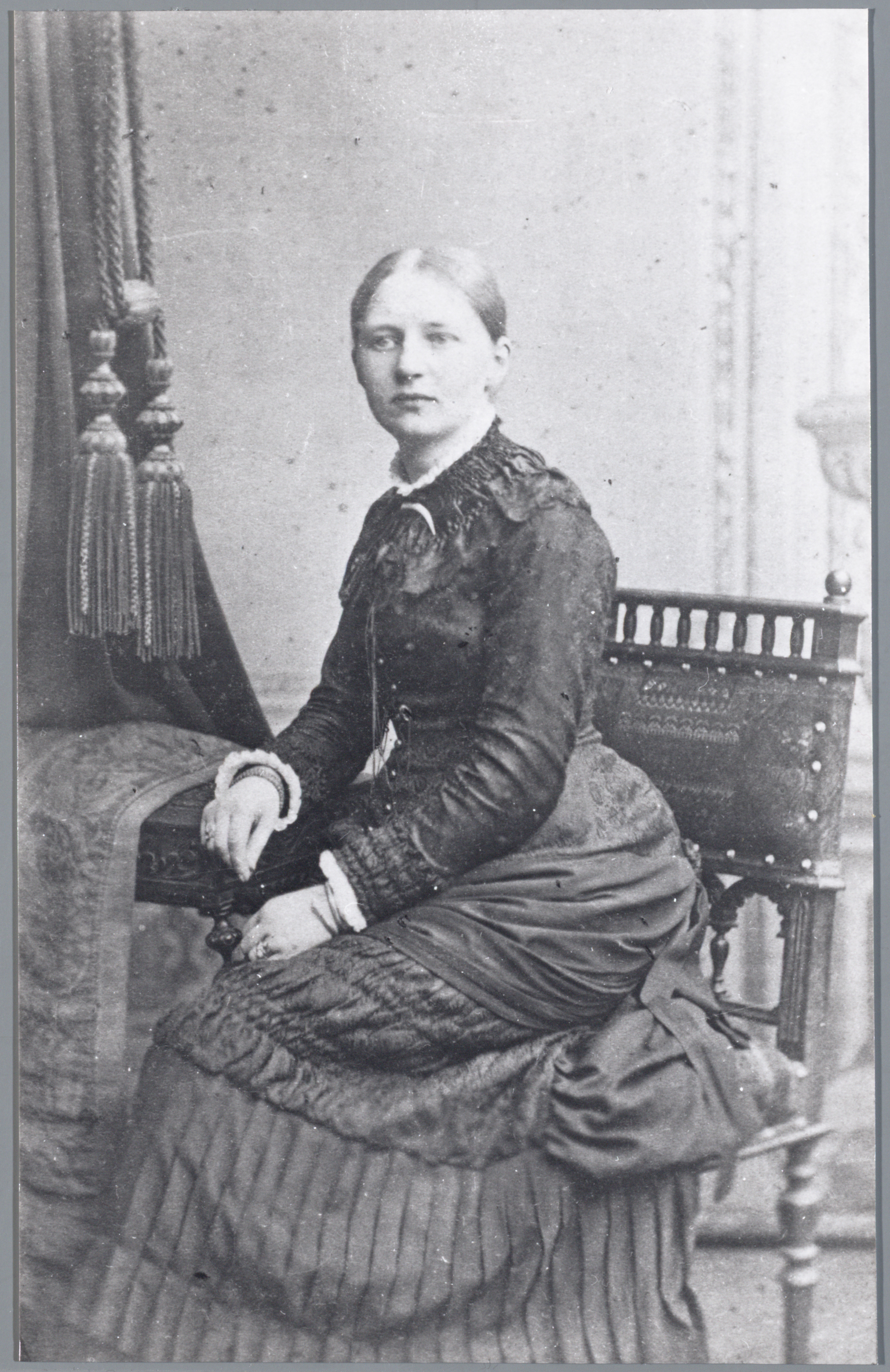
Mietje Rutgers-Hoitsema, 1867

Maria Mietje Wilhelmina Hendrika Rutgers-Hoitsema (* 7. Oktober 1847 in Britsum; † 26. Oktober 1934 in Rijswijk) war eine niederländische Lehrerin, Feministin und Frauenrechtlerin.

## Leben
Mietje Hoitsema wurde am 7. Oktober 1847 in Britsum geboren. Sie war das sechste von sieben Kindern des Predigers Synco Hoitsema (1799–1860) und Rika van Bolhuis (1808–1895). Zwei der Kinder starben früh, und sie wuchs mit vier Schwestern auf. Hoitsema heiratete am 8. März 1885 in Rotterdam den Arzt Johannes Rutgers (1850–1924), die Ehe blieb kinderlos.
Nachdem ihr Vater 1856 eine Gehirnblutung erlitten hatte, ging er in den Ruhestand. Die Familie zog nach Groningen, der Heimatstadt beider Eltern. Dort starb ihr Vater im Januar 1860, als Mietje zwölf Jahre alt war. Ihr Lehrerzeugnis erlangte sie 1865 und gründete 1870 mit drei ihrer Schwestern eine Mädchenschule in Leiden. Im Jahr 1873 wurde Mietje Hoitsema Leiterin der öffentlichen Mädchenschule für fortgeschrittene Grundschulbildung in Rotterdam. Sie gab ihre Stellung 1885 auf, als sie den Arzt und Witwer Johannes Rutgers heiratete, und kümmerte sich um die Erziehung ihrer drei Stiefkinder.

### Soziale Bemühungen

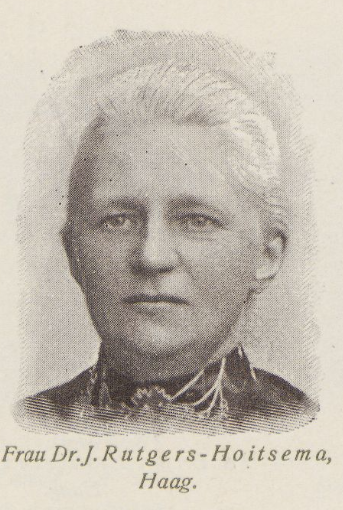
Mietje Rutgers-Hoitsema, 1904

Zunehmend wurden den Rutgers soziale Themen, wie auch die Frauenfrage, wichtig. Sie versuchten diese Fragestellungen in ihren Alltag zu integrieren. Ihre Angestellten aßen mit ihnen, es wurde vegetarisch gegessen, und es gab keinen Alkohol. Bei einer Einkaufsgenossenschaft wurden die Einkäufe getätigt, und Mietje Rutgers-Hoitsema trug Reformkleidung. Im Haus Rutgers gab es ein Lesezimmer. Auch engagierte sie sich in zahlreichen Organisationen und Vereinen zu sozialistischen, feministischen oder neomalthusianischen Themen. Als 1894 die Vereeniging voor Vrouwenkiesrecht gegründet wurde, war sie die Präsidentin der ersten Ortsgruppe in Rotterdam. Sie war 1895 auch Gründerin der Rotterdamer Nachbarschaftsvereinigung zur Förderung von Frauen, Kindern und Familien aus der Arbeiterklasse, später Vereeniging Ons Huis und derVereeniging ter Behartiging van de Belangen der Vrouw. Sie organisierte Vorträge über die intellektuellen Fähigkeiten von Frauen: Sie und Hector Treub verteidigten die Eignung von Frauen für ein Universitätsstudium, der Utrechter Psychiater C. Winkler bestritt dies. Im Sociaal Weekblad setzte sie sich unter Pseudonym 1895 für die Hilfe für unverheiratete Mütter ein. Drei Jahre später wurde nach französischem Vorbild der Verein für gegenseitigen Frauenschutz gegründet. Der Grundgedanke war ein Recht auf Mutterschaft auch für unverheiratete Mütter und dann in Anerkennung dieses Rechtes, Hilfeleistungen anderer Frauen für die unverheirateten Mütter. Sie nahm 1898 an den Treffen rund um die Nationale Tentoonstelling van Vrouwenarbeid (Nationale Ausstellung für Frauenarbeit) teil und wurde Vizepräsidentin des in diesem Jahr gegründeten Nationalen Frauenrats. Im folgenden Jahr beteiligte sie sich an der Gründung einer Schule für Sozialarbeit in Amsterdam und wurde Vorstandsmitglied der Nieuw-Malthusiaanse Bond, die sich für Sexualerziehung und Geburtenkontrolle einsetzte.
Rutgers-Hoitsema wurde um 1900 Mitglied der Sociaal Democratische Arbeiders Partij. Auf dem Kongress der Partei im Jahr 1902 erklärte sie im Namen einer Minderheit aus dem Rotterdamer Departement, dass ein gesonderter Schutz der Frauenarbeit die wirtschaftliche Freizügigkeit der Frauen einschränken würde und daher unerwünscht sei. Sie erhielt dafür keine Unterstützung. Henriette Roland Holst sah in ihrer Argumentation einen „feministischen Teufel“. Die Mehrheit entschied sich für einen gesonderten Schutz der Frauenarbeit.
Zweifellos aus Enttäuschung über dieses Ergebnis gründeten Rutgers-Hoitsema und andere 1903 das Nationaal Comité inzake de Wettelijke Regeling van Vrouwenarbeid, dessen Ziel es war, „die Arbeitsgesetze zu studieren und mit vereinten Kräften zu handeln, wenn das Recht der Frau am Arbeitsplatz verletzt wird.“ Hierzu hatte sie stellvertretend für das Komitee eine Audienz bei Königin Wilhelmina, um gegen einen königlichen Erlass zu protestieren, der vorgab, dass bei Post und Telegraph nur unverheiratete Frauen eingestellt werden durften und verheiratete Frauen „ehrenhaft“ zu entlassen seien. Weiterhin stand sie in Konflikt mit Roland Holst. Als sie 1903 die Broschüre Arbeitsgesetzgebung und besonderer Schutz der Frauenarbeit herausgab, reagierte er im selben Jahr mit „Die Frau, Arbeitsgesetzgebung und Sozialdemokratie“. Rutgers-Hoitsema schrieb zu diesem Thema 1904: Noch einmal Arbeitsgesetzgebung und besonderer Schutz der Frauenarbeit. Rutgers-Hoitsema verließ 1905 die Partei, als Troelstra dem Kampf für die Beseitigung der Klassenunterschiede Vorrang vor dem Kampf für das Frauenwahlrecht gab. Es wurde auf der internationalen Konferenz der Weltföderation für Frauenwahlrecht in Stockholm auf ihre Initiative hin die Internationale Korrespondenz gegründet, und sie wurde die internationale Sekretärin dieses Gremiums.

## Späte Jahre
Nach einem Sturz im Jahr 1913 musste sie für längere Zeit ins Krankenhaus, und nach einem Autounfall im Jahr 1918 zog sie sich aus dem öffentlichen Leben zurück. Sie lebte nach 1923 sehr zurückgezogen in einem Altersheim für alte Damen in Rijswijk, pflegte danach überwiegend schriftlichen Kontakt zu ihrem Mann, der bei seiner Schwester einzog. Johannes Rutgers nahm sich vermutlich am 13. August 1924 das Leben, wurde aber erst nach etwa zehn Tagen gefunden. In einem Abschiedsbrief schrieb er: „Tausend Dank an Mietje“. Trotz ihres schlechten Gesundheitszustands nahm sie 1933 dennoch am Vrouwen-Vredesgang teil.
Mietje Rutgers-Hoitsema starb am 26. Oktober 1934 im Alter von 87 Jahren.